# Lamprochromus bifasciatus
Lamprochromus bifasciatus är en tvåvingeart som först beskrevs av Pierre Justin Marie Macquart 1827.
Lamprochromus bifasciatus ingår i släktet Lamprochromus och familjen styltflugor. Arten är reproducerande i Sverige.